# Leslee Udwin
Leslee Udwin es una cineasta, actriz y productora británica.

## Inicios
Nació en Savyon, Israel, en el seno de una familia judía. Inició su carrera como actriz en la telenovela El Dorado. En 1989 fundó su propia compañía, Assassin Films, Sus producciones más reconocidas incluyen East Is East (1999), Mrs Ratcliffe's Revolution (2007) y West Is West (2010), además del aclamado documental India's Daughter (La hija de la India) (2015), basado en la violación y asesinato de Jyoti Singh.